# 扎巴达尼战役
扎巴达尼战役发生于叙利亚内战期间的2012年1月至2月。在战役的第一阶段，反对派武装叙利亚自由军（FSA）控制了该市。但是，在不到一个月之后，叙利亚政府军重新控制了扎巴达尼，迫使反对派武装撤往叙黎边境。

## 战役经过

### 第一阶段
这场战役开始于1月7日叙利亚政府军对该市的突袭行动。这场突袭之前，该市以及该市所在的大马士革农村省爆发了大规模的反政府示威游行活动。据一名反政府活动人士的说法，在行动初期政府军使用坦克对该市进行炮轰的过程中，有12名平民，包括3名儿童丧生。
在1月13日，扎巴达尼再次遭到政府军进攻。但是，政府军的进攻被占据城市大部分地区的FSA所击退。之后叙利亚政府军驻守在该市外围的阵地。
1月18日，冲突双方达成停火协议。协议规定叙利亚政府军撤出当地，而FSA将部队撤出街上。全国联盟的一名高级成员卡玛尔·拉卜瓦尼（Kamal al-Labwani）说：“我认为反对派武装顽强的抵抗和参与进攻的政府军中不断有人叛变使得阿萨德政权被迫开始与反对派谈判。我们将密切关注政府军是否会遵守协议。”他声称在1月13日的战斗中有30名政府军和数目不详的政府军变节者丧生。
在1月30日，停火协议被打破，1名FSA成员被政府军打死。但是，到当天结束时，扎巴达尼的局势仍旧维持在紧张但平静的状态。
一名伊朗伊斯兰革命卫队高级军官声称在1月份黎巴嫩真主党参与了扎巴达尼的战斗。

### 第二阶段
2月4日，据活动人士报道称叙利亚政府军使用迫击炮对该地区进行炮轰并使用重机枪向FSA成员射击，之后开始对扎巴达尼外围发动猛攻。根据叙利亚地方协调委员会的报道，在攻势中政府军动用了300辆装甲车，其中包括100辆坦克，但这则报道无法被独立证实。另一个反对派组织叙利亚人权观察组织（SOHR）对法新社说，在2月6日数百辆装甲车突袭了扎巴达尼。根据活动人士提供的录像，到了2月7日，扎巴达尼仍遭受着政府军的持续炮击。
2月8日，活动人士声称在最近几天的炮击中至少有10名当地居民丧生。叙利亚国家媒体报道称在扎巴达尼外围地区的冲突中有4名特种部队成员丧生，而反对派方面则有数人被击毙。据报道一名外籍圣战者Abu Hamza al-Shami也在战斗中丧生。两天之后，多名活动人士的消息称叙利亚政府军占领了扎巴达尼以南几公里处的玛雅迪（Madaya）市。而根据这些活动人士的说法，扎巴达尼已经被政府军包围并遭受新一轮的炮击。

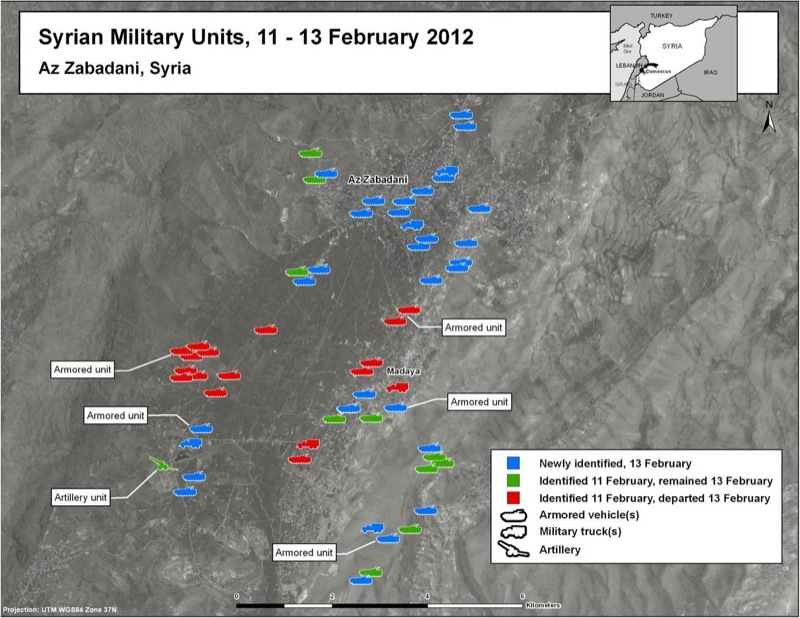
2012年2月11日至13日叙利亚政府军在扎巴达尼附近的部署情况

叙利亚地方协调委员会声政府军已经连续6天对该市进行炮击，有150枚炮弹落入了该市，导致7人丧生，40人受伤。该组织还补充道政府军驻扎于该市入口南部300米处。该组织估计有300辆装甲车和30000名士兵参与了战斗，但这一消息无法被证实并且非常不可信。
2月11日，叙利亚政府军在新一轮的炮击之后攻入了该市并占据了该市的一部分。一名在约旦流亡的叙利亚活动人士说在扎巴达尼双方已经达成停火而政府军已经进入了该市。停火协议规定如果叙利亚反对派交出他們偷取的武器，政府军将不得继续追捕反对派。他还补充道在对该市的炮轰中有100人丧生。有一段视频显示一辆政府军坦克正在熊熊燃烧。
2月13日，活动人士称政府军在扎巴达尼和玛雅迪亚开展攻击和追捕行动。一名《爱尔兰时报》（Irish Times）记者的联系人说政府军挨家挨户搜捕反对派成员，逮捕了一些反对派成员但允许其他人逃离。很多当地居民逃往了卜卢丹镇（Bludan），有一支红十字会的援助车队驶往了当地。当天叙利亚国家电视台发布了一段关于扎巴达尼的录像，录像中有一些对当地居民的采访以及一些被收缴的武器。 一名亲反对派的当地居民说叙利亚政府军占领了该市是违反了停火协议，并声称政府军逮捕了数十名被怀疑是反对派武装的当地居民。
叙利亚地方协调委员会声称在该市叙利亚政府军总共逮捕了250名反对派成员。一名来自黎巴嫩的走私商贩声称叙利亚政府军已经成功切断了通往该市的反对派补给通道。

## 后续事件

### 新的战斗
1个月之后，在3月12日，据报道在扎巴达尼再次发生冲突，有很多人在冲突中受伤。3月27日，政府军再次炮轰该市，导致4名居民丧生。两天之后，3月29日，据报道在该市爆发了更多的战斗。

### 僵局
在当年5月，据报道政府军再次失去了对扎巴达尼的大部分地区的控制。政府军在通往该市的公路上设立了检查站，而安全部队守卫在城内的政府建築物，但是政府军未有在这些地区之外的地方部署部队，例如该市的中央广场。在扎巴达尼外的果园中有大约450名叙利亚自由军成员，但是在扎巴达尼市内并没有叙利亚自由军活动。在城内，反对派活动人士通过报话机报道城内的情况，并组织抗议活动。